# پوپه مهدوی نادر
پوپه مهدوی نادر (زاده سال ۱۳۵۲ در تهران) اولین بانوی جهانگرد ایرانی است که با دوچرخه به تمام دنیا سفر کرده‌است. او با شعار «عشق، دوستی و صلح جهانی» حرکتش را آغاز کرد.
پوپه مهدوی نادر در سن ۲۰ تا ۲۲ سالگی، به‌مدت دو سال ایران را با پای پیاده گشت.

پوپه مهدوی ‌به‌عنوان یکی از سه چهره صلح منتخب فستیوال صلح جوانان در سال ۱۳۸۳ معرفی شد. او با اهداف جمع‌آوری حمایت مالی برای بچه‌های بی سرپرست، گفتمان عملی با جوانان کشوری دیگرها، آشنایی با فرهنگ ملل و اقوام مختلف و دید«ن نشانه‌های خداوند در جهان ه»ست به دور دنیا سفر کرد و پس از ۱۶ ماه و ۴ روز به ایران بازگشت.

## سفربه دور دنیا
سفر پوپه مهدوی در نخستین روز فروردین‌ماه سال ۱۳۸۲ هم‌زمان با جنگ عراق و بسته شدن مرز ترکیه آغاز شد و به‌همین دلیل نتوانست مستقیم از ایران به ترکیه و یونان برود. وی ۱۴ فروردین ۱۳۸۲ با پرواز به ایتالیا، سفرش را از واتیکان آغاز کرد. مهدوی‌نادر در سفر ۱۶ ماه و چهار روزه خود از واتیکان به شمال ایتالیا، از ایتالیا به فرانسه و از آن‌جا به انگلستان رفت.
مهدوی‌نادر پس از آن از انگلستان با هواپیما به آمریکا و از آن‌جا برای انجام حج واجب راهی عربستان شد و پس از آن نیز به‌سوی هند و نپال رکاب زد. تبت، ایستگاه نخست اورست، چین و کره جنوبی مسیرهای بعدی سفر او به‌شمار می‌روند. در پایان این سفر و در اجلاس جهانی صلح جوانان کره جنوبیدر سال  ۱۳۸۳، با اهدای یادبودی به مهدوی‌نادر از او به‌عنوان یکی از سه چهره صلح جهانی تجلیل شد.

## کتاب
پوپه مهدوی‌نادر، نویسنده کتاب «مسیر صلح» است. این کتاب خاطرات سفر و منتخبی از عکس‌های او در سفر است. مراسم رونمایی از این کتاب و آغاز به‌کار نمایشگاه عکس او، دوشنبه ۳۱ تیرماه ۱۳۹۲، با حضور استادان و علاقه‌مندان در فرهنگ‌سرای ملل برپا شد.